# Gian Giacomo Porro
Gian Giacomo Porro (Torino, 11 gennaio 1887 – 28 agosto 1915) è stato un archeologo ed epigrafista italiano.

## Biografia
Figlio dell'astronomo Francesco Porro de' Somenzi e di Ida Citterio. Suo padre, docente di astronomia presso l’ Università di Genova, dirigeva dal 1886 l’Osservatorio Astronomico di Torino. Terminata l’istruzione primaria, si iscrisse  alla facoltà di lettere dell’Università di Torino dove si laureò il 10 luglio 1909 con una tesi sul culto di Asclepio. Insegnò poi materie letterarie come supplente in licei di Mortara, Oristano e Bobbio.
Nel 1911 vinse una borsa di studio semestrale, rinnovata poi fino al 30 giugno 1913, che gli permise di frequentare la Scuola archeologica italiana di Atene istituita da poco e affidata alla direzione di Luigi Pernier. Poté così partecipare direttamente alle attività formative dell’istituto e affinare la sua innata attitudine all’indagine archeologica presso gli scavi di Creta e nel Dodecanneso. Inoltre, studiando de-visu alcuni aspetti caratteristici dell’Asclepeion di Lebena, già argomento della sua tesi di laurea, poté mettere in pratica gli interessi sull’aspetto religioso della medicina dei Greci che aveva maturato durante la formazione accademica.
Nel 1912, dopo l’occupazione militare italiana del Dodecanneso partì per un viaggio attraverso le Sporadi meridionali col preciso incarico di compilare un rapporto sulla consistenza delle vestigia di epoca greco-romana esistenti su quelle isole. Inizialmente lavorò a questo progetto come assistente di Giuseppe Gerola poi, da solo, portò a termine con rapidità la prospezione topografica delle isole di Rodi, Simi e Cos, documentando accuratamente le epigrafi rintracciate. Nel febbraio 1913, compì alcuni saggi di scavo nei centri rodiesi di Ialiso e Camiro, assieme a Pernier e ad altri due allievi della Scuola Biagio Pace e Gaspare Oliverio.
Tornato in patria venne inserito, previo concorso, nei ruoli dell’amministrazione statale di tutela delle antichità.  Nell’aprile 1914 fu inviato in Sardegna alle dipendenze di Antonio Taranmelli che operava presso la locale soprintendenza musei e scavi, con sede in Cagliari.
Il 3 maggio 1915, mentre era impegnato nelle studio dei manufatti di terracotta rinvenuti una ventina di anni addietro nella laguna di Santa Gilla, fu richiamato alle armi e dopo l’entrata in guerra dell’Italia contro gli imperi centrali fu inviato al fronte col grado di tenente di complemento di fanteria fu incaricato del comando interinale di un battaglione del 3º Reggimento fanteria "Piemonte". Prese parte alla seconda battaglia dell'Isonzo; trovò la morte
il 28 agosto 1915 nel corso di un attacco alle difese austriache di Bosco Cappuccio presso San Martino del Carso.

Fu insignito della medaglia di bronzo al valor militare alla memoria per il coraggio dimostrato sul campo.